# Jen Cummins

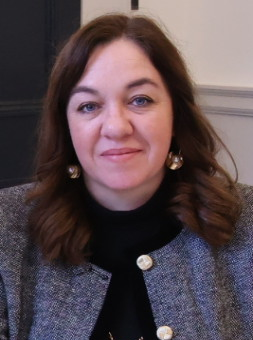
Jen Cummins (2024)

Jen Cummins (* 1974 oder 1975 in Irland) ist eine irische Politikerin der Social Democrats (Daonlathaigh Shóisialta), die seit 2024 Mitglied (Teachta Dála) des Dáil Éireann, des Unterhauses des Parlaments (Oireachtas), ist.

## Leben
Jen Cummins studierte am Trinity College Dublin Erziehungswissenschaften und schloss dort 2004 mit einem Master ab. Sie promovierte 2024 an der Dublin City University. Sie arbeitete lange Zeit in der Koordination von Sozialprojekten, um benachteiligten Kindern und Jugendlichen einen Schulabschluss zu ermöglichen. 
2024 wurde sie in den South Dublin County Council gewählt und trat dann als Kandidatin der Social Democrats bei den Wahlen zum Dáil Éireann 2024 an und konnte die erforderlichen Stimmen für einen Sitz im Wahlkreis Dublin South-Central holen.
Jen Cummins ist mit Dietmar Weiss verheiratet und hat mit ihm vier Kinder.